# Çetin Şengonca
Çetin Şengonca (* 29. März 1941 in Söke, Türkei) ist ein türkischstämmiger Entomologe und emeritierter Professor am Institut für Pflanzenkrankheiten der Landwirtschaftlichen Fakultät der Rheinischen Friedrich-Wilhelms-Universität Bonn. 1971 promovierte er an der dortigen Fakultät mit dem Thema Verhalten von zwei Blattlausarten und ihres Parasiten in Abhängigkeit von ökologischen Faktoren.
Er war Leiter der Abteilung Entomologie und Pflanzenschutz und u. a. Kooperationspartner des Biotechnology Center der Fujian Academy of Agricultural Sciences.

## Auszeichnungen
- 1999:  Freundschaftspreis Volksrepublik China[1]
- 1999: Honorarprofessur der Fujian Academy of Agricultural Sciences (VR China)[1]
- 2004: Ehrendoktorwürde der Pädagogischen Universität Fujian in Fuzhou (VR China)[2]

## Schriften (Auswahl)

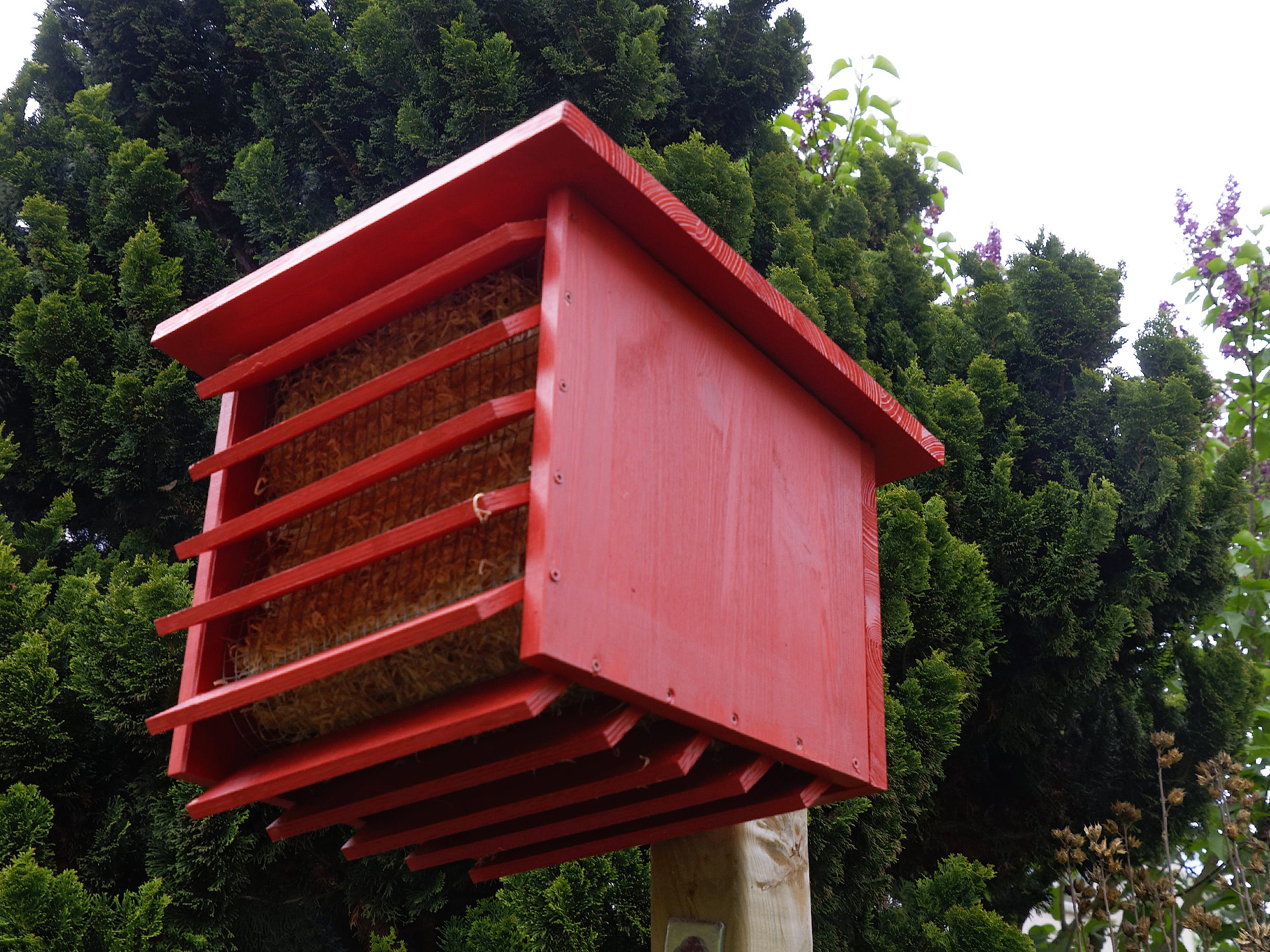
Der von Şengonca entwickelte Florfliegenkasten von 1995

- Verhalten von zwei Blattlausarten und ihres Parasiten in Abhängigkeit von ökologischen Faktoren. Universität, Landwirtschaftliche Fakultät, Bonn Diss. 1971
- Türkiye Chrysopidae (Neuroptera) faunası üzerinde sistematik ve taksonomik araştırmalar. Zirai Mücalede ve Zirai Karantina Genel Müdürlüğü, Anakara 1980
- Grossräumige Freilassung und Wiedereinbürgerung von Raubmilben zur Bekämpfung von Schadmilben in nordrheinischen Erwerbsapfelanlagen. Çetin Şengonca (Hrsg.), Raymond Scharwächter (Bearb.). Universität, Landwirtschaftliche Fakultät, Bonn 1993
- Entwicklung von Freilassungsmethoden für die Florfliege Chrysoperia carnea (Stephens) zur biologischen Bekämpfung von Blattläusen in Gemüse- und Ackerkulturen. Çetin Şengonca (Hrsg.), Christian Löchte (Bearb.). Institut für Pflanzenkrankheiten, Bonn 1995
- Cetin Sengonca, Bo Liu: Study on the citrus whitefly Aleurotuberculatus takahashi and its aphelinid parasitoid Eretmocerus longipes in the Southeastern China. Cuvillier, Göttingen 2004 ISBN 3-89873-983-X
- Bo Liu, Cetin Sengonca: Biotechnological development of GCSC-BtA as a new type of biocide. Cuvillier, Göttingen 2004 ISBN 3-86537-288-0